# Jアイス・リーグ
Jアイス・リーグ（J ICE LEAGUE）は、日本国内におけるアイスホッケーの地域リーグの通称で、アジアリーグアイスホッケーの下部に当たる。日本アイスホッケー連盟主催、アジアリーグアイスホッケージャパンオフィスが共催として加わっている。

## 概要及び本リーグの理念、目的
Jアイス・リーグはアジアリーグに属していない国内の一般社会人アイスホッケーチーム（地域クラブ含む）の為の地域リーグとして生まれた。本リーグはアジアリーグの下部リーグという位置付けとなるがアジアリーグへの昇格や降格など両リーグの直接の関連性は無く、サテライトチーム（アジアリーグ加盟チームのセカンドチームなど）も現在は存在しない。
国内を6つのディビジョンに分け、毎年11月～2月に各ディビジョン内でリーグ戦を消化、各ディビジョンの優勝チームが毎年3月に行われるJアイス・プレーオフに参加できる。
- 本リーグの理念、目的

アイスホッケーと共にスポーツを楽しみ豊かな生活が送れる環境を提供する。
オリンピックでのメダル獲得を目指し、国内競技レベルの向上を目指す。
高校及び大学とアジアリーグをつなぐ、選手発掘事業である。
アイスホッケー競技の全国普及を目的に、全国競技として広くアイスホッケーを観戦する事ができる環境を提供する。

## 歴史
- 2005年にJアイス・ノース・ディビジョンとJアイス・ウエスト・ディビジョンの2ディビジョンで開始[2]。
- 2011年にJアイス・サウス・ディビジョン、2012年にJアイス・イースト・ディビジョンも加わる。
- 2013年1月、Jアイス・プレーオフ第1回開催[2]。
- 2013年にJアイス・セントラル・ディビジョン、Jアイス・ノースイースト・ディビジョンも加わり6ディビジョンとなった。

## ディビジョン
- Jアイス・ノース・ディビジョン（北海道）
- Jアイス・ノースイースト・ディビジョン（東北）
- Jアイス・イースト・ディビジョン（東日本）
- Jアイス・セントラル・ディビジョン（中日本）
- Jアイス・ウエスト・ディビジョン（西日本）
- Jアイス・サウス・ディビジョン（南日本）

## リーグの現状
国内一般社会人チームのための地域リーグとして誕生した本リーグだが、このもともとの目的の通りに運営できているのは現在はJアイス・ノース・ディビジョン(北海道)のみである。ほかのディビジョンは一般社会人チームのリーグというより、いわゆる県代表チーム同士のリーグとしての形になりつつある。これは純粋に資金的な問題（参加費用や遠征費用など）で社会人チームが参加し辛いことと、冬季国体を睨んだ県代表チームの強化目的で「県代表チームの実戦の場を増やす」両面のためだと思われる。
また本リーグの開催に際するいわゆる「取り組み度」もディビジョンによってまちまちである。ノースやウエストのように数か月を費やしちゃんとリーグ戦を消化するディビジョンもあれば、一日で消化してしまうディビジョンもあったりする。